# Quelli della notte (album)
Quelli della notte è il quinto album dello showman italiano Renzo Arbore, il primo dei due incisi con la New Pathetic "Elastic" Orchestra, pubblicato il 17 maggio 1985 da Fonit Cetra e registrato dal vivo durante le prime 10 puntate dell'omonima trasmissione.

## Il disco

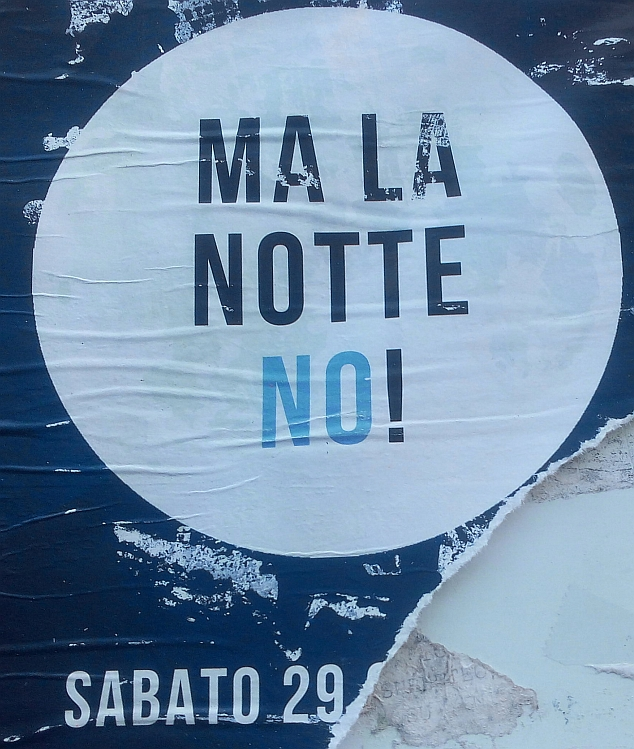
Ma la notte no!: frammento di un manifesto di propaganda politica - Torino, novembre 2016

Il disco presenta testi ironici o cantati ironicamente, ma anche gli arrangiamenti e gli assoli dei musicisti e le sonorità di un mixaggio elettronico, in voga a quel tempo, tanto da non sembrare un disco registrato dal vivo, dato che inoltre manca il supporto del pubblico.
Le canzoni inedite sono due ed entrambe parlano in modo diverso di temi notturni: Ma la notte no, prima traccia del disco e sigla iniziale dell'omonima trasmissione (un "inno" alla vita notturna, condannando la fatica di ogni giorno), e Il materasso, ultima traccia e sigla finale della stessa (che spiega come fare un buon riposo). Tra le altre canzoni (tutte del periodo anni 1950-1960): It's now or never (O' sole mio in versione statunitense) con il cantante Marvin sempre più in affanno, Tanto pe' cantà, con l'orchestra che parte a fatica per il ritornello, Tango della gelosia, che esalta la squillante voce di Silvia Annicchiarico, Figlio unico con Mauro Chiari, due pezzi dei Beatles con A hard day's night più lenta e When I'm sixty-four in versione swing, Eso es el amor (Dammi un beso) con pernacchie provocatorie e colpi di tosse del protagonista e Quando vien la sera con un improbabile problema al supporto in vinile, con conseguente lamento di Arbore: "s'è incantato il 'dischio'".
È stato uno degli album più venduti del 1985.

### Copertina
Tutta "giocata" sul blu notte e sul bianco, su uno sfondo tempestato di piccole stelle risalta il titolo, che imita palesemente i caratteri della scrittura araba. A sinistra, il disegno di una luna con chitarra e gli occhi amorevolmente chiusi, in basso le silhouette di un dromedario e due palme: era anche il logo della trasmissione. Sul retro della copertina, oltre l'elenco delle tracce, le istruzioni per l'uso.

## Tracce[6]
Lato A
1. Ma la notte no (inedito) (Claudio Mattone-Renzo Arbore-Mattone)
2. L'esercito del surf (Mogol-Iller Pataccini)
3. It's Now or Never ('O sole mio) (Di Capua-Capurro)
4. La società dei magnaccioni (popolare)
5. Tanto pe' canta' (Ettore Petrolini)
6. Tango della gelosia (Vittorio Mascheroni-Giuseppe Mendes)
7. Let's Twist Again (Giuseppe Cassia-Da Vinci-Man-Apple)

Lato B
1. Una ragazza in due (Down Come the Rain) (Murray-Conrad-Leo Chiosso)
2. Figlio unico (Trem das Onze) (J. Rubinato-Riccardo Del Turco)
3. A Hard Day's Night (Lennon-McCartney)
4. When I'm Sixty-four (Lennon-McCartney)
5. Eso es el amor (Dame un beso) (Eso es el amor (Dammi un beso))
6. Quando vien la sera (Carlo Alberto Rossi-Alberto Testa)
7. Il materasso (inedito) (Mattone-Arbore-Mattone)

## Musicisti[7]
- Clarinetto e voce – Renzo Arbore
- Arrangiamenti e voce – Stefano Palatresi
- Basso e chitarra – Mauro Dolci
- Percussioni e batteria – Claudio Rizzo
- Basso e voce – Mauro Chiari
- Chitarra acustica – Enzo Il Grande
- Chitarra elettrica – Gilberto Ziglioli
- Percussioni e batteria – Alberto Botta
- Percussioni e voce – Gegè Telesforo
- Pianoforte, direzione e voce – Gianni Mazza
- Tastiere, percussioni e voce - Antonio e Marcello
- Tromba e voce – Massimo Catalano
- Sax, Flauto – Sal Genovese
- Voce e cori - Silvia Annicchiarico